# Перрі-Парк (Колорадо)
Перрі-Парк (англ. Perry Park) — переписна місцевість (CDP) в США, в окрузі Дуглас штату Колорадо. Населення — 1932 особи (2020).

## Географія
Перрі-Парк розташоване за координатами 39°15′34″ пн. ш. 104°58′12″ зх. д. / 39.25944° пн. ш. 104.97000° зх. д. (39.259435, -104.969991).  За даними Бюро перепису населення США в 2010 році переписна місцевість мала площу 22,24 км², з яких 22,15 км² — суходіл та 0,09 км² — водойми.

## Демографія
Згідно з переписом 2010 року, у переписній місцевості мешкало 1646 осіб у 677 домогосподарствах у складі 563 родин. Густота населення становила 74 особи/км².  Було 748 помешкань (34/км²).
Расовий склад населення:
| - 95,3 % — білих - 1,3 % — азіатів - 0,2 % — чорних або афроамериканців - 0,1 % — корінних американців - 1,0 % — осіб інших рас |

До двох чи більше рас належало 2,0 %. Частка іспаномовних становила 5,4 % від усіх жителів.
За віковим діапазоном населення розподілялося таким чином: 17,9 % — особи молодші 18 років, 61,6 % — особи у віці 18—64 років, 20,5 % — особи у віці 65 років та старші. Медіана віку мешканця становила 52,1 року. На 100 осіб жіночої статі у переписній місцевості припадало 101,5 чоловіків;  на 100 жінок у віці від 18 років та старших — 98,4 чоловіків також старших 18 років.
Середній дохід на одне домашнє господарство  становив 127 820 доларів США (медіана — 116 413), а середній дохід на одну сім'ю — 137 926 доларів (медіана — 120 385). Медіана доходів становила 93 667 доларів для чоловіків та 80 761 долар для жінок. За межею бідності перебувало 4,5 % осіб, у тому числі 0,0 % дітей у віці до 18 років та 11,0 % осіб у віці 65 років та старших.
Цивільне працевлаштоване населення становило 837 осіб. Основні галузі зайнятості: освіта, охорона здоров'я та соціальна допомога — 15,7 %, науковці, спеціалісти, менеджери — 15,4 %, фінанси, страхування та нерухомість — 13,3 %, виробництво — 12,9 %.